# 特內里費巨鼠
特內里費巨鼠（英語：Canariomys bravoi）是一種已滅絕的齧齒目哺乳動物，為西班牙加那利群島最大島特內里費島上的特有種，所找到的化石經放射性碳定年法鑑定確定多屬於更新世晚期。

## 發現

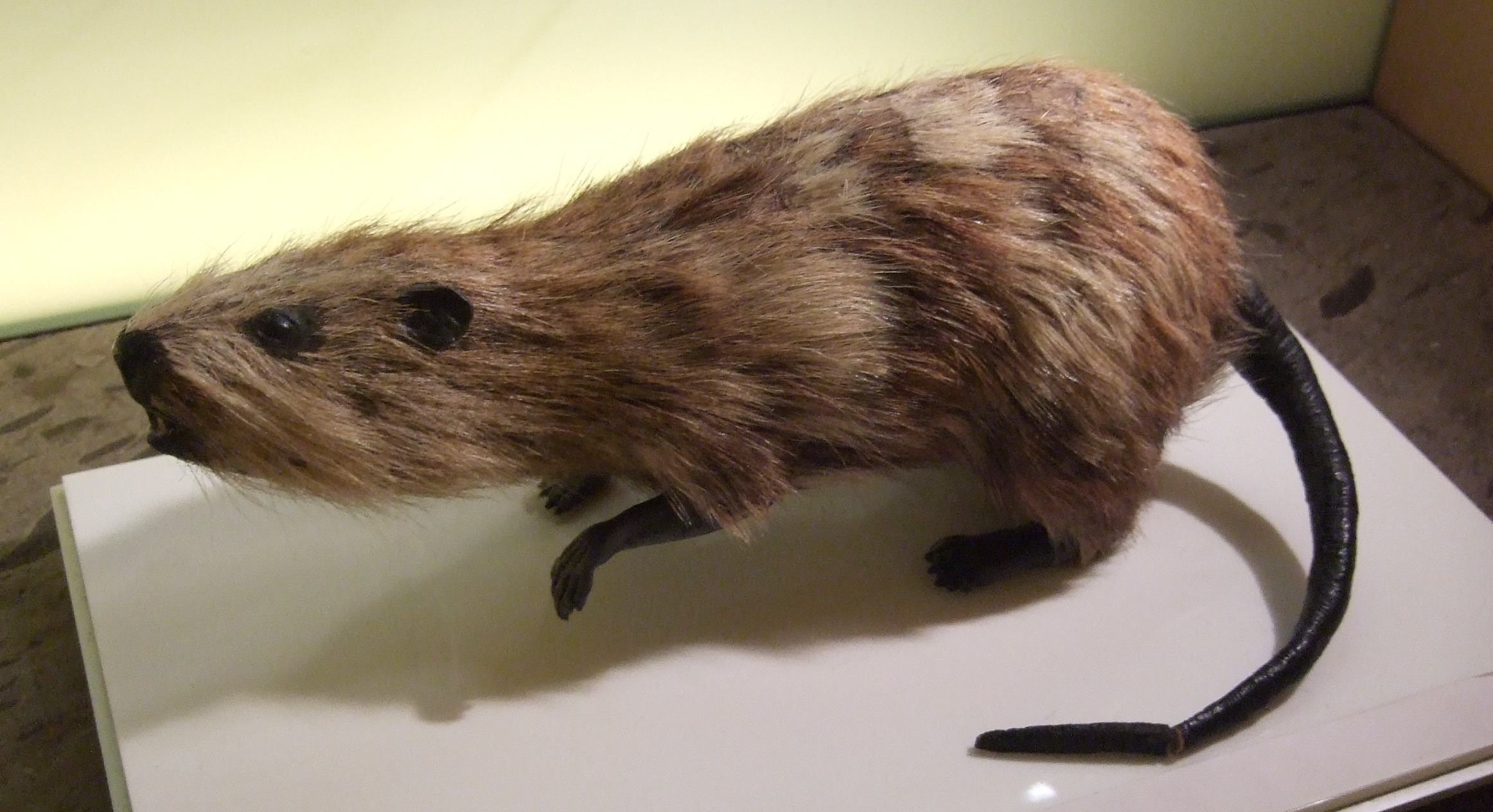
復原模型，展於聖克魯斯-德特內里費自然與人類博物館

特內里費巨鼠的化石遍布於島上，但在洞穴與火山筒中的沉積物中尤其普遍，在這些沉積物中也包含了其他物種像是歌利亞氏蜥，最大的化石出產地為布埃纳维斯塔-德尔诺尔特，最早可追溯至上新世至更新世。
特內里費巨鼠最初由博物學家 Telesforo Bravo 發現，並由生物學家 Crusafont-Pairó 與 Petter 於 1964 年發表本種。
特內里費巨鼠與其他島上的特有種多半因為西元前 1,000 年前關切人（以及他們帶來的流浪貓）的到來而滅絕，現今在聖克魯斯-德特內里費自然與人類博物館展有特內里費巨鼠的化石與復原模型。
另一種曾經生活於加那利群島上的巨鼠為大加那利巨鼠。

## 描述

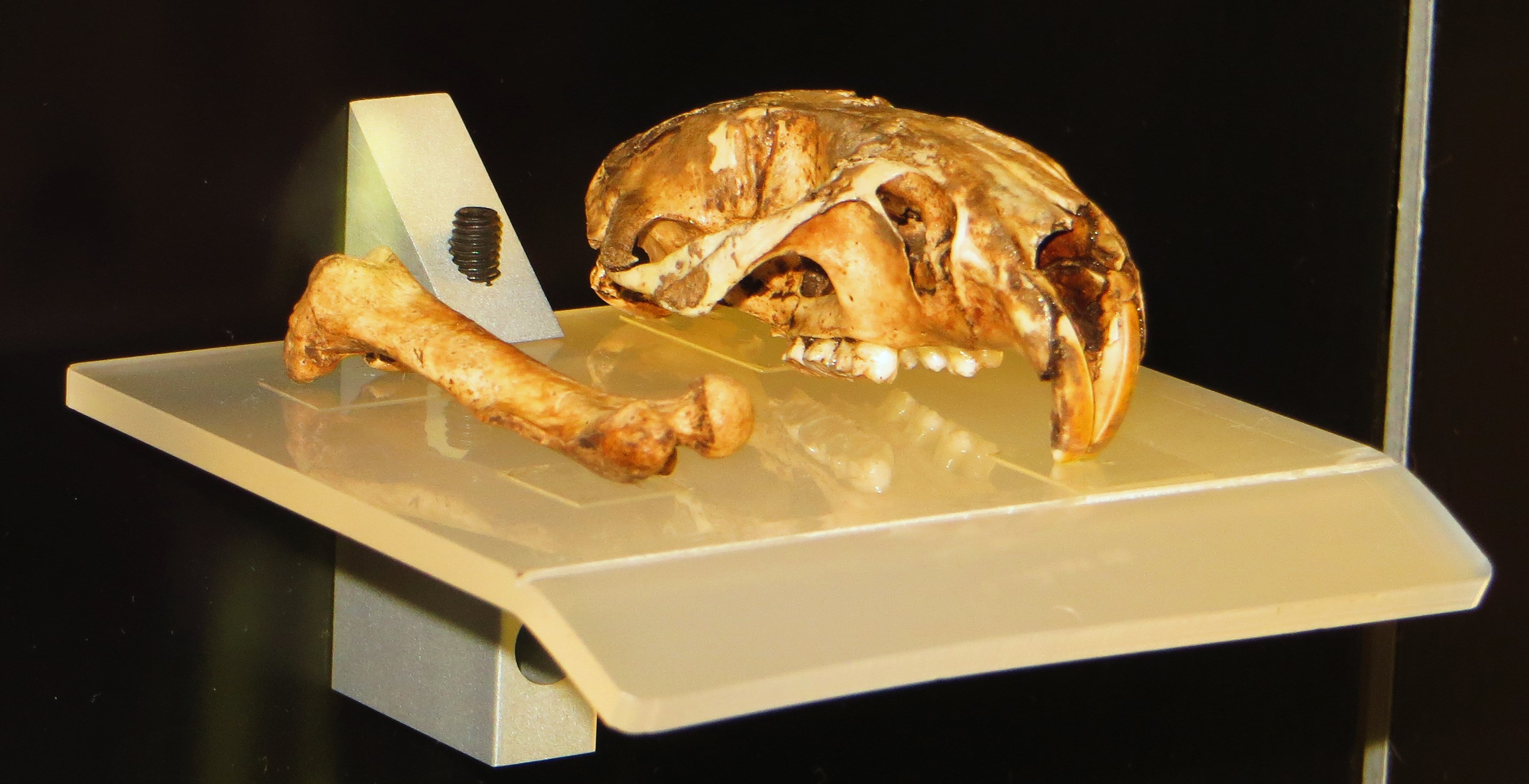
化石，展於聖克魯斯-德特內里費自然與人類博物館

特內里費巨鼠體重可超過 1（2.2磅），顱骨可長達 7 cm（2.8英寸），全長包含尾巴可超過 1.14米（3英尺9英寸），為體型最大的鼠科。
一項 2012 年的研究將現存於菲律賓呂宋島上的大型樹棲老鼠雲鼠與特內里費巨鼠進行比較。特內里費巨鼠前肢與後肢上爪子的型態幾乎相同，且牠們的後肢長於前肢，這代表著特內里費巨鼠的外型屬於介於一般老鼠與樹棲老鼠（如雲鼠）之間的過渡型態。也因此特內里費巨鼠可能可以同時生活於地面或是樹上，甚至擁有挖掘的能力。